# L'Engrenage (film, 1961)
Pour les articles homonymes, voir Engrenage (homonymie).
Pour plus de détails, voir Fiche technique et Distribution.
L'Engrenage est un film français réalisé par Max Kalifa, sorti en 1961.

## Fiche technique
- Titre : L'Engrenage
- Autre titre : Les Requins
- Réalisation : Max Kalifa
- Scénario et dialogues : Max Kalifa
- Photographie : Pierre Cuisinier
- Sociétés de production : Pyramide Films - Gamma Film
- Pays d'origine :  France
- Genre : Comédie dramatique
- Durée : 90 minutes
- Date de sortie : 10 mars 1961

## Distribution
- Jean Houbé : Georges
- Monique Messine : Marianne
- Billy Nencioli
- Lucien Raimbourg
- Micheline Bezançon
- Dominique Page